# Wilhelm Caspary
Wilhelm Caspary (* 1937) ist ein deutscher Geodät und seit 2002 emeritierter Universitätsprofessor am Institut für Geodäsie an der Universität der Bundeswehr München.

## Leben
Der an der Technischen Universität Berlin habilitierte Geodät wurde 1975 an die Fakultät für Bauingenieur- und Vermessungswesen der neugegründeten HsBW München berufen und nahm am Aufbau der jungen Hochschule (heute Universität) intensiv teil. Sein Hauptarbeitsgebiet war hier die Ingenieurgeodäsie, in der er sich unter anderem auf folgende Forschungsbereiche konzentrierte:
- Trassierung von Verkehrswegen
- Kinematische Methoden der Vermessung: Kombination von dGPS, RTK-Satellitenortung
- faseroptische Kreisel und Kalman-Filter; Kooperation mit Hansbert Heister, Arbeitsgemeinschaft Geoinformatik (AGIS) und zwei Unternehmen für Ortung im Schienenverkehr (Lokortung ALOIS)
- Instrumentenkunde (siehe auch Franz Ackerl)
- Geo-Informationssysteme (siehe auch AGIT und DGK).
- statistische Schätzmethoden (robuste Schätzer für Deformationsanalyse und Zeitreihen)

In der Zeitschrift für Vermessungswesen betreute Caspary Teile der alljährlichen Übersicht zur Fachliteratur, insbesondere die Entwicklungen am Sektor Messinstrumente und Höhenmessung.